# لوئیجی کاگنی
لوئیجی کاگنی (انگلیسی: Luigi Cagni؛ زادهٔ ۱۴ ژوئن ۱۹۵۰) بازیکن فوتبال اهل ایتالیا است.
از باشگاه‌هایی که در آن بازی کرده‌است می‌توان به باشگاه فوتبال برشا اشاره کرد.